# Androsace kuczerovii
Androsace kuczerovii är en viveväxtart som beskrevs av M. S. Knjasev. Androsace kuczerovii ingår i släktet grusvivor, och familjen viveväxter. Inga underarter finns listade i Catalogue of Life.